# Meinertstraße 18
Das Gebäude Meinertstraße 18 in Oelsnitz/Erzgeb. wird im Volksmund nach seiner ehemaligen Nutzung auch als Kaufhaus Schocken bezeichnet und steht unter Denkmalschutz.

## Geschichte
1904 erwarben die Familien Ury und Schocken das Gebäude mit der heutigen Adresse Meinertstraße 18, in dem die Brüder Salman und Simon Schocken am 21. Oktober 1904 ihr erstes Kaufhaus Schocken eröffneten. 1929 wurde das Haus umfangreich auf für damalige Verhältnisse enorme 1.200 m² Verkaufsfläche erweitert. Der Erweiterungsbau wurde durch den Architekten Bernhard Sturtzkopf, einen ehemaligen Assistenten von Walter Gropius, im Stil des Neuen Bauens errichtet.
Nach dem Ende des Zweiten Weltkriegs ging das Gebäude in Volkseigentum über und anstelle des Kaufhauses Schocken betrieb nun die Konsum-Handelskette das Kaufhaus. Nach der politischen Wende 1989/1990 erfolgte die Rückübertragung des Gebäudes an die Familie Schocken. Bis 1993 wurde das Gebäude noch von einer Konsumgenossenschaft als Kaufhaus genutzt, nach deren Insolvenz verfiel das Gebäude zunehmend. 1997 wurde es schließlich unter Denkmalschutz gestellt. Von 1999 bis 2000 erfolgte eine umfassende Restaurierung der beiden Gebäude, in deren Zuge ein Verbindungsbau abgerissen wurde.